# تمی مونرو
تمی مونرو (به انگلیسی: Tami Monroe) بازیگر پورنو و عضو تالار مشاهیر ای‌وی‌ان است.
وی خواهر بازیگر بازنشسته پورنو تارا مونرو است.